# Riacho dos Cavalos
Riacho dos Cavalos är en kommun i Brasilien.   Den ligger i delstaten Paraíba, i den östra delen av landet, 1 500 km nordost om huvudstaden Brasília. Antalet invånare är 8 314.
Omgivningarna runt Riacho dos Cavalos är huvudsakligen savann. Runt Riacho dos Cavalos är det glesbefolkat, med 14 invånare per kvadratkilometer.